# Marauders
I Marauders sono un gruppo di supercriminali mutanti dei fumetti, creato da Chris Claremont (testi), John Romita Jr. (disegni). Il gruppo viene menzionato e mostrato parzialmente nella serie Uncanny X-Men n. 210 (ottobre 1986), ma la prima vera apparizione è in Uncanny X-Men n. 211 (novembre 1986), realizzato da Chris Claremont (testi), John Romita Jr. e Bret Blevins (disegni), dove entra ufficialmente a far parte della continuity fumettistica.

## Background
Durante il XIX secolo un gruppo di criminali conosciuti come Marauders furono assoldati dallo scienziato Nathaniel Essex per rapire senzatetto ed esseri deformi sui quali effettuare esperimenti. Attualmente col nome Marauders si fregiano un gruppo di mercenari al soldo di Sinistro, incaricati di assassinare tutti i superumani che ne ostacolano i piani. Il team è famoso per la parte svolta nel genocidio dei Morlocks nella mini-serie Massacro Mutante, dove sterminarono la maggior parte dei mutanti deformi abitanti le fogne di New York.

## Storia
La prima apparizione del team avvenne all'epoca dello sterminio dei Morlocks. Durante la seguente battaglia contro l'originale X-Factor, Harpoon amputò le ali di Angelo, mentre Prism, Riptide e Blockbuster furono apparentemente uccisi da Marvel Girl, Colosso e Thor. Dopo il Massacro Mutante, i Marauders tentarono di uccidere Polaris in Nuovo Messico, ma l'entità Malice prese il controllo del corpo della ragazza e divenne leader del gruppo, prima di recarsi a San Francisco dove fallirono nel tentativo di uccidere Madelyne Pryor. Durante la maxi-saga Inferno, molti dei Marauders uccisi precedentemente riapparvero e si scontrarono con gli X-Men, mentre Blockbuster, Malice e Sabretooth attaccarono la Scuola Xavier, solo per essere nuovamente battuti. Verso la fine della maxi-saga, Ciclope uccise, apparentemente, Sinistro e Wolverine sconfisse il neo-acquisto Sabretooth. Fu rivelato in seguito, che Sinistro creò numerosi cloni dei mutanti, eccetto di Sabretooth le cui capacità rigenerative rendevano impossibile l'opera, e di Malice, che essendo costituita di pura energia non possedeva alcun materiale genetico. Si scoprì inoltre, che Gambit partecipò all'organizzazione del team svolgendo una parte secondaria nel massacro dei Morlock. Questa scoperta creò una frattura fra l'uomo, la sua fidanzata Rogue e il resto degli X-Men. Fu anche scoperto che la causa per cui i Marauders non potevano ribellarsi a Sinistro, benché l'uomo li obbligasse a compiere azioni di dubbia morale, era un gene che si sarebbe attivato uccidendoli qualora si fossero rivoltati contro di lui. Dopo gli eventi di House of M e la decimazione, solamente Arclight, Scalphunter, Prism e Scrambler furono visti ancora in possesso dei propri poteri, ma mentre i primi due entrarono a far parte dei 198 e il terzo si trovava all'interno di una prigione di massima sicurezza, del quarto si persero le tracce. Tempo dopo, il team attaccò lo Xavier Institute e l'isola di Providence per ottenere informazioni sul futuro ed entrare in possesso dei Diari di Destiny. Questa nuova incarnazione, oltre ad essere costituita dagli originali Marauders, contava fra le sue file Sentinella Omega posseduta da Malice e gli ex X-Men Lady Mastermind, Sole Ardente, Gambit e Mystica. Oltre a questi nuovi acquisti, Sinistro, per prepararsi all'arrivo del messia mutante, unì le forze con gli Accoliti: Exodus, Random, Frenzy, Tempo e Unuscione. Recentemente, il team ha assunto un importante ruolo nella maxi-saga Messiah Complex, dove, a seguito dello scontro con i Purificatori a Cooperstown e la perdita dei membri Blockbuster e Prism, e dopo essersi scontrati con gli X-Men capitanati da Tempesta in Antartide, uscendone vincitori, sono entrati in possesso della prima bambina nata dopo l'M-Day. Portatala sull'isola Muir, sede di Sinistro, vengono traditi da Mystica che aveva in precedenza ucciso il genetista. La mutaforma utilizza i poteri della piccola per risvegliare Rogue dal coma, mentre il resto dei Marauders è costretto allo scontro con gli X-Men ed il Predatore X; dopo la fine della battaglia e la loro sconfitta, ciò che resta del team si sparpaglia in giro per il mondo.
Successivamente, cloni dei Marauders emergono da uno dei laboratori di Sinistro in Giappone risvegliati dal furto del virus Legacy da parte dello Svanitore, che porta all'intervento di X-Force.

## Membri
- Sinistro, alias Nathaniel Essex (Leader). Fattore rigenerante, telepate, telecineta e mutaforma. Abile genetista.
- Arclight, alias Philippa Sontag. Rilascio di onde d'urto sismiche. Soldatessa americana che servì durante la guerra del Vietnam e della quale non conserva alcun ricordo. Nel corso degli anni ha sviluppato un interesse romantico per il collega Scalphunter.
- Blockbuster, alias Michael Baer. Deceduto. Forza e resistenza superumane. Fu ucciso da Thor per poi essere clonato ed ucciso nuovamente durante le prime fasi di Messiah Complex.
- Hans (cognome sconosciuto). Deceduto. Ampia gamma di poteri, mai pienamente mostrati. Creato da Sinistro all'epoca del progetto Arma X di cui era un infiltrato, venne ucciso da Sabretooth. Fu la prima creazione del genetista.
- Harpoon, alias Kodiak Noatak. Bio-caricatore d'energia cinetica. Giovane Inuit capace di carica d'energia i letali arpioni che poi scaglia contro i nemici.
- Malice. Possessione corporea. Una tra i più fidati partner di Sinistro, Malice ha utilizzato per diversi anni come ospite la X-Man Polaris, prima di essere uccisa dal genetista per aver disubbidito ai suoi ordini. Recentemente è tornata sotto forma di dati ed ha preso possesso, tramite una e-mail del corpo della Sentinella Omega Karima Shapandar.
- Prism, alias Robbie (cognome sconosciuto). Deceduto. Corpo cristallino. Killer mutante noto per la fragilità del suo corpo capace di riflettere e deflettere raggi luminosi e d'energia.
- Riptide, alias Janos Questad. Velocità superumana. Brutale killer capace di ruotare su se stesso a velocità supersonica e nel mentre lanciare shuriken per ferire l'avversario. Fu il primo Marauder a morire, dopo che Colosso gli spezzò il collo.
- Sabretooth, alias Victor Creed. Deceduto. Forza, agilità e resistenza sovrumane, ipersensi, fattore rigenerante e scheletro di adamantio.
- Scalphunter, alias John Greycrow. Tecnomorfo, fattore rigenerante. Ex soldato esperto in tattiche da combattimento, è l'unico dei Marauders a ricevere ordini direttamente da Sinistro o da Malice. Scalphunter è capace di modificare la corazza che avvolge il suo corpo in modo da creare numerose quanto diverse armi da fuoco. Oltre a ciò, è anche capace di rigenerare il proprio corpo.
- Scrambler, alias Kim Il Sung. Deceduto. Manipolazione di poteri e sistemi con un semplice tocco. Kim è il più giovane mutante appartenente ai Marauders, koreano e psicopatico, i suoi poteri lo rendono in grado di manipolare qualsiasi sistema biologico, elettromagnetico e tecnologico con un semplice tocco.
- Vertigo (nome e cognome sconosciuti). Deceduta. Distorsione spazio-temporale. Mutante clonata ed appartenente agli originali Mutati della Terra Selvaggia.

Durante l'evento Messiah Complex, al gruppo si aggiunsero quattro ex X-Men:
- Gambit, alias Remy LeBeau. Caricatore d'energia cinetica. Prima di unirsi agli X-Men, Gambit fu assoldato da Sinistro per assemblare il gruppo e sentendosi responsabile per il Massacro Mutante tenne questo segreto per sé fino a quando Rogue non ne assorbì la psiche. Dopo il condizionamento impostogli da Apocalisse e le manipolazioni di Sinistro, abbandonò gli X-Men.
- Lady Mastermind, alias Regan Wyngarde. Illusioni, limitata telepatia. Figlia dell'originale Mastermind ed ex-nemica degli X-Treme X-Men, dopo il suo ritrovamento alla Clinica Fordyce si unì al team di X-Men comandato da Rogue.
- Mystica, alias Raven Darkhölme. Mutaforma. Matrigna di Rogue e madre di Nightcrawler, s'infiltrò negli X-Men solamente per poi tradirli.
- Sole Ardente, alias Shiro Yoshida. Pirocineta. Mutante giapponese che dopo l'amputazione delle gambe e il condizionamento e le manipolazioni impostegli da Apocalisse, si rivolse a Sinistro per trovare uno scopo alla sua nuova vita.

## Altre versioni

### Ultimate
Nell'universo Ultimate, i Marauders sono un gruppo di bianchi razzisti guidati da Arnim Zola.

### Era di Apocalisse
In quest futuro alternativo, i Marauders sono un gruppo di mercenari al soldo di Apocalisse, mentre al loro posto, Sinistro si serve della Elite Mutant Force.

### House of M
In questa distorta realtà creata da Scarlet, i Marauders costituiti da Callisto, Mammomax, Blob, Banshee, Sunder, Black Tom Cassidy e Calibano furono inviati a catturare Nocturne e Fenomeno.

## Altri media

### Televisione
I Marauders apparvero nella serie animata Insuperabili X-Men degli anni '90. Tra i vari membri, solamente Blockbuster ed Arclight fecero diverse apparizioni, mentre Vertigo venne mostrata inizialmente come una mutata della Terra Selvaggia e poi come unico membro femminile dei Nasty Boys di Sinistro. L'apparizione dei Marauders, di cui vengono mostrati Harpoon, Blockbuster, Vertigo, Arclight e Uomo Multiplo è prevista anche nella serie Wolverine e gli X-Men in onda su Rai Gulp.

### Cinema
In X-Men - L'inizio appare il personaggio di Riptide, interpretato da Álex González.